# Бабка перев'язана
Бабка перев'язана (Sympetrum pedemontanum) — вид комах з родини бабкових (Libellulidae).

## Поширення
Транспалеарктичний вид, зустрічається від пд. та частково середньої Європи через весь пд. Сибір до Примор'я та Сахаліну; відомий також з Китаю та Монголії.
В Україні трапляється в зх. Лісостепу, Прикарпатті та на невеликих висотах Карпат, в Закарпатській низовині, в Київській, Чернігівській, Полтавській, Миколаївській обл. Рідкісний вид. Трапляються поодинокі особини, ніколи не буває масовим.

## Морфологічні ознаки
Тіло — 28-33, крила — 21-27 мм. Самці, як у більшості представників роду, мають червоний живіт. Основною відмінною особливістю цього виду є наявність в обох статей, широких чорних смуг по всій зовнішній частині кожного крила.  

## Особливості біології
Це один з найхарактерніших видів бабок Степової зони. Личинки надають перевагу слабопроточним водоймам, струмкам з повільною течією, проточним озерам, озерам у заплавах річок. В горах піднімається лише до висоти 500 м. Личинка дуже чутлива до чистоти води і не переносить її забруднення. Самиця відкладає яйця, кидаючи їх у воду, і лише зрідка біля врізу води у мокрий мул. Личинки розвиваються приблизно 1 рік. Виплоджуються дорослі бабки над водою, на травинках, що стирчать з води, на висоті не більше 10 см. Літ — у другій половині літа та у першій половині осені. Політ слабкий, порхаючий, бабки не можуть активно протистояти вітру і шукають затишний притулок. Цей вид може бути індикатором якості води у водоймах.

## Загрози та охорона
Загрозою є забруднення водойм. Покращення стану прісноводних екосистем, контроль та боротьба з антропогенним забрудненням є бажаними заходами охорони.